# Milaan-San Remo 1915
Milaan-San Remo 1915 was een wielerwedstrijd die op 28 maart 1915 werd gehouden in Italië. Het parcours van de negende editie was 289 km lang.  De winnaar legde de afstand af in 10u.36'03".
In Milaan-San Remo 1915 kwam eigenlijk de Italiaan Constante Girardengo als eerste over de meet. Maar door niet het officiële traject te volgen werd hij gediskwalificeerd. Daardoor ging de eerste plaats naar zijn landgenoot Ezio Corlaita met 1'07" voorsprong op een landgenoot Luigi Lucotti. De derde plaats was voor de Italiaan Angelo Gremo op 6'07" en de vierde plaats voor de Italiaan Carlo Galetti op 7'07". 
Na de diskwalificatie van Constante Girardengo in 1915, won die toch achteraf nog 6 maal Milaan-San Remo.

## Deelnemende ploegen
| Deelnemende teams | Deelnemende teams | Deelnemende teams | Deelnemende teams |
| ----------------- | ----------------- | ----------------- | ----------------- |
| Dei               | Bianchi           | Ganna             | Stucchi           |

## Uitslag
| Plaats  | Naam                | Ploeg       | Tijd      |
| ------- | ------------------- | ----------- | --------- |
| Winnaar | Ezio Corlaita       | Dei         | 10u36'03" |
| 2       | Luigi Lucotti       | Bianchi     | +1'07"    |
| 3       | Angelo Gremo        | Bianchi     | +6'57"    |
| 4       | Carlo Galetti       | Dei         | +7'07"    |
| 5       | Giuseppe Azzini     | Bianchi     | +8'27"    |
| 6       | Giovanni Cervi      | Ganna       | +17'04"   |
| 7       | Giovanni Rossignoli | Individueel | +25'37"   |
| 8       | Lauro Bordin        | Dei         | z.t.      |
| 9       | Ottavio Pratesi     | Individueel | z.t.      |
| 10      | Alfonso Calzolari   | Stucchi     | z.t.      |
| 11      | Giovanni Roncon     | Ganna       | z.t.      |
| 12      | Carlo Oriani        | Bianchi     | +27'42"   |
| 13      | Giuseppe Contestini | Dei         | 34'00"    |
| 14      | Gino Pertici        | Ganna       | +40'00"   |
| 15      | Rodolfo Romagnoli   | Individueel | +42'00"   |
| 16      | Clemente Canepari   | Stucchi     | +44'00"   |
| 17      | Giovanni Marchese   | Individueel | +46'00"   |
| 18      | Gustavo Belli       | Individueel | +58'00"   |
| 19      | Angelo Bianchi      | Individueel | z.t.      |
| 20      | Nunzio Irrera       | Individueel | z.t.      |

1907 · 1908 · 1909 · 1910 · 1911 · 1912 · 1913 · 1914 · 1915 · 1916 · 1917 · 1918 · 1919 · 1920 · 1921 · 1922 · 1923 · 1924 · 1925 · 1926 · 1927 · 1928 · 1929 · 1930 · 1931 · 1932 · 1933 · 1934 · 1935 · 1936 · 1937 · 1938 · 1939 · 1940 · 1941 · 1942 · 1943 · 1944 · 1945 · 1946 · 1947 · 1948 · 1949 · 1950 · 1951 · 1952 · 1953 · 1954 · 1955 · 1956 · 1957 · 1958 · 1959 · 1960 · 1961 · 1962 · 1963 · 1964 · 1965 · 1966 · 1967 · 1968 · 1969 · 1970 · 1971 · 1972 · 1973 · 1974 · 1975 · 1976 · 1977 · 1978 · 1979 · 1980 · 1981 · 1982 · 1983 · 1984 · 1985 · 1986 · 1987 · 1988 · 1989 · 1990 · 1991 · 1992 · 1993 · 1994 · 1995 · 1996 · 1997 · 1998 · 1999 · 2000 · 2001 · 2002 · 2003 · 2004 · 2005 · 2006 · 2007 · 2008 · 2009 · 2010 · 2011 · 2012 · 2013 · 2014 · 2015 · 2016 · 2017 · 2018 · 2019 · 2020 · 2021 · 2022 · 2023 · 2024 · 2025
Lijst van beklimmingen